# Santa Maria Regina Mundi a Torre Spaccata
Die Titelkirche Santa Maria Regina Mundi a Torre Spaccata ist eine römische Kirche im Quartiere Don Bosco.
Die Kirche, ein dreischiffiger Betonskelettbau mit Backsteinwänden und freistehendem Glockenturm nach Plänen von Eugenio Montuori, ist 69 Meter lang und 25 Meter breit und umfasst mehr als 500 Sitzplätze. Sie wurde am 21. Februar 1970 von Kardinal Angelo Dell’Acqua geweiht und ist Maria als Königin der Welt gewidmet. Seit 1988 ist sie Titelkirche der römisch-katholischen Kirche. 

## Kardinalpriester
- Simon Ignatius Pimenta (1988–2013)
- Orlando Quevedo, seit 22. Februar 2014